# Jüdisch-Mittelalterliches Erbe in Erfurt
Das Jüdisch-Mittelalterliche Erbe in Erfurt ist Bestandteil der Liste des UNESCO-Welterbes und umfasst jüdisches Kulturerbe in der Altstadt von Erfurt in Thüringen.
Seit September 2023 ist Erfurt ein offizieller Teil des Menschheitserbes. Zur Welterbestätte gehören die Alte Synagoge, die um 1100 erbaut wurde, die Mikwe aus dem 13. Jahrhundert und das Steinerne Haus, das um 1200 erbaut und um 1250 umgebaut wurde. Die Gebäude veranschaulichen das Leben der örtlichen jüdischen Gemeinde und ihr Zusammenleben mit der christlichen Mehrheit im Mittelalter zwischen dem 11. und der Mitte des 14. Jahrhunderts.

## Liste der Bauwerke
| Bild                           | Bezeichnung                                                          | Lage                                           | Datierung                 | Beschreibung | ID |
| ------------------------------ | -------------------------------------------------------------------- | ---------------------------------------------- | ------------------------- | --- | -- |
| weitere Bilder Fotos hochladen | Alte Synagoge                                                        | Waagegasse 8 (Karte)                           | um 1100                   | Zweistöckiges Gebäude aus Quadersteinen und Bruchsteinmauerwerk auf einem rechteckigen Fundament (ca. 18 × 12 m) mit asymmetrischem Satteldach. Traufhöhe ca. 10 m. Biforium aus dem ersten Bauabschnitt um 1100. Umbauten in der zweiten Hälfte des 12. Jahrhunderts, weitere Bauabschnitte um 1300. Insgesamt sind mindestens sieben Bauabschnitte belegt.                 |    |
| weitere Bilder Fotos hochladen | Stadthof „Zum großen Paradies und Esel“, sogenanntes Steinernes Haus | Benediktsplatz 1 (Karte)                       | um 1200, umgebaut um 1250 | Zweistöckiges Wohn- und Geschäftsgebäude aus Stein, flachgedeckter Keller, Erdgeschoss mit hohen und Obergeschoss mit niedrigen Decken. Die Holzdecken aus dem 13. Jahrhundert sind mit einem Blumenmotiv bemalt. |    |
| weitere Bilder Fotos hochladen | Mikwe                                                                | Kreuzgasse, Flur 136 Flurstücke 48, 49 (Karte) | 13. Jahrhundert           | Ritualbad an der Gera. Die Südwand stammt von einer älteren Mikwe aus dem 12. Jahrhundert. Grundfläche ursprünglich ca. 9 × 3 Meter, wohl mit Satteldach über dem inneren Tonnengewölbe. Kalksteinmauerwerk. Wasserbecken aus Sandsteinblöcken über die gesamte Breite an der Ostseite des Gebäudes. Die erhaltenen Mauerreste sind durch ein modernes Schutzgebäude umbaut. |    |